# Phellia aucklandica
Phellia aucklandica är en havsanemonart som först beskrevs av Oscar Henrik Carlgren 1924.  Phellia aucklandica ingår i släktet Phellia och familjen Sagartiidae. Inga underarter finns listade i Catalogue of Life.